# ريزدنت إيفل: ذا مرسناريز 3دي
ريزدنت إيفل: ذا مرسناريز 3دي (بالإنجليزية: Resident Evil: The Mercenaries 3D أي «الشر المقيم: المرتزقة - ثلاثي الأبعاد»)‏، أيضاً يعرف كـبايوهازرد: ذا مرسناريز 3دي (بالإنجليزية: Biohazard: The Mercenaries 3D‎؛ باليابانية: バイオハザード ザ・マーセナリーズ 3D‎، ‏بايوهازادو زا ماسينيريزو تري دي) في اليابان، هي لعبة من نوع تصويب منظور الشخص الثالث وتصويب منظور الشخص الأول صدرت في عام 2011 لجهاز نينتندو 3دي إس وهي من تطوير شركتي كابكوم و توز ونشر شركة كابكوم.